# Карризо-Спрингс
Карризо-Спрингс (англ. Carrizo Springs) — город в США, расположенный в южной части штата Техас, административный центр округа Диммит. По данным переписи за 2010 год число жителей составляло 5368 человек, по оценке Бюро переписи США в 2016 году в городе проживало 5800 человек.

## История
Карризо-Спрингс является старейшим поселением в округе Диммит. Оно было образовано в 1865 году группой из 15 семей из округа Атаскоса во главе с Леви Инглишем. Два года спустя к ним присоединилась группа поселенцев из Голиада. В 1880 году был образован округ Диммит и Карризо-Спрингс был назначен административным центром как старейшее и крупнейшее поселение на территории нового округа. В том же году Инглиш пожертвовал часть своей земли для муниципальных нужд, в том числе для здания суда, школ и церквей. В 1881 году группа местных масонов помогла построить здание школы, а через два года началось строительство здания суда. В 1884 году начался выпуск газеты Carrizo Springs Javelin.
До начала XX века местные жители занимались преимущественно разведением овец и прочего домашнего скота, однако в 1900 году были обнаружены артезианские воды, которые обеспечили дешёвый полив земель, в результате чего цены на землю в регионе начали расти. К 1904 году в районе Карризо-Спрингс было около тридцати артезианских скважин, каждая из которых давала от 150 до 1100 литров воды в минуту. Скважины позволяли поливать до 4 км2 пахотных земель.
В 1910 году до города была построена ветка железной дороги San Antonio, Uvalde and Gulf Railroad. В том же году Карризо-Спрингс получил устав города, началось формирование органов местного самоуправления. К 1916 году в город провели электричество.

## География
Карризо-Спрингс находится в центральной части округа, его координаты: 28°31′33″ с. ш. 99°51′33″ з. д..
Согласно данным бюро переписи США, площадь города составляет около 8 км2, практически полностью занятых сушей.

### Климат
Согласно классификации климатов Кёппена, в Карризо-Спрингсе преобладает семиаридный климат низких широт (BSh).
| Показатель                    | Янв.  | Фев.  | Март | Апр. | Май  | Июнь | Июль | Авг. | Сен. | Окт. | Нояб. | Дек.  | Год   |
| ----------------------------- | ----- | ----- | ---- | ---- | ---- | ---- | ---- | ---- | ---- | ---- | ----- | ----- | ----- |
| Абсолютный максимум, °C       | 35,6  | 38,3  | 41,7 | 43,9 | 42,8 | 45,6 | 44,4 | 42,8 | 43,9 | 40   | 36,1  | 36,7  | 45,6  |
| Средний суточный максимум, °C | 18,7  | 21,3  | 25,6 | 29,9 | 32,8 | 35,8 | 37,3 | 37,3 | 34,1 | 29,6 | 23,7  | 19,4  | 28,8  |
| Средняя температура, °C       | 11,8  | 14,2  | 18,2 | 22,6 | 26,1 | 29,1 | 30,3 | 30,3 | 27,5 | 22,7 | 16,8  | 12,5  | 21,8  |
| Средний суточный минимум, °C  | 4,9   | 7,1   | 10,8 | 15,3 | 19,4 | 22,4 | 23,3 | 23,3 | 20,8 | 15,7 | 9,8   | 5,6   | 14,9  |
| Абсолютный минимум, °C        | −11,1 | −10,6 | −6,1 | 1,1  | 6,1  | 13,3 | 16,7 | 16,1 | 6,7  | −0,6 | −5,6  | −12,2 | −12,2 |
| Норма осадков, мм             | 25    | 26    | 24   | 41   | 80   | 60   | 41   | 53   | 72   | 60   | 27    | 25    | 534   |
| Источник: weatherbase.com     |       |       |      |      |      |      |      |      |      |      |       |       |       |

## Население
Согласно переписи населения 2010 года в городе проживало 5368 человек, было 1801 домохозяйство и 1371 семья. Расовый состав города: 87 % — белые, 1,3 % — афроамериканцы, 0,4 % — коренные жители США, 0,7 % — азиаты, 0,0 % (0 человек) — жители Гавайев или Океании, 8,8 % — другие расы, 1,8 % — две и более расы. Число испаноязычных жителей любых рас составило 89,6 %.
Из 8276 домохозяйств, в 44,2 % живут дети младше 18 лет. 44,9 % домохозяйств представляли собой совместно проживающие супружеские пары (19,5 % с детьми младше 18 лет), в 22,4 % домохозяйств женщины проживали без мужей, в 6,6 % домохозяйств мужчины проживали без жён, 23,9 % домохозяйств не являлись семьями. В 21,2 % домохозяйств проживал только один человек, 10,7 % составляли одинокие пожилые люди (старше 65 лет). Средний размер домохозяйства составлял 2,94 человека. Средний размер семьи — 3,4 человека.
Население города по возрастному диапазону распределилось следующим образом: 34,5 % — жители младше 20 лет, 22,6 % находятся в возрасте от 20 до 39, 29 % — от 40 до 64, 13,8 % — 65 лет и старше. Средний возраст составляет 33,5 года.
Согласно данным опросов пяти лет с 2011 по 2015 годы, средний доход домохозяйства в Карризо-Спрингсе составляет 38 125 долларов США в год, средний доход семьи — 41 763 доллара. Доход на душу населения в городе составляет 22 903 доллара. Около 9,1 % семей и 15 % населения находятся за чертой бедности. В том числе 16,7 % в возрасте до 18 лет и 23,1 % в возрасте 65 и старше.

## Местное управление

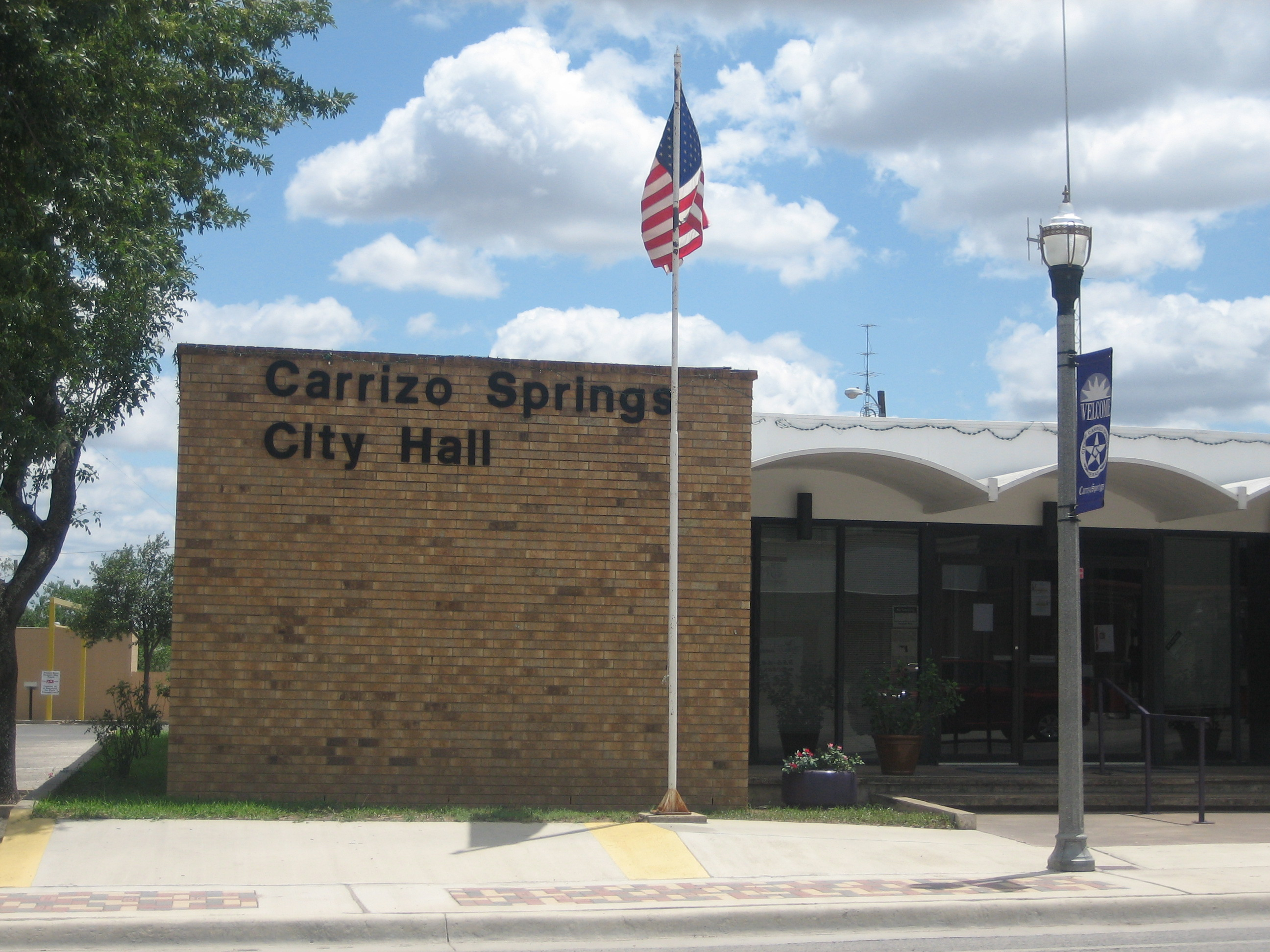
Городская ратуша Карризо-Спрингс

Управление городом осуществляется мэром и городским советом, состоящим из четырёх человек. Совет выбирает заместителя мэра из числа своих членов.

## Инфраструктура и транспорт
Основными автомагистралями, проходящими через Карризо-Спрингс, являются:
- автомагистраль 83 США. К северу от города продолжается к Кристал-Сити и Ювалде. Продолжается на юг до пересечения с I-35 недалеко от Ларедо
- автомагистраль 277 США начинается в Карризо-Спрингсе и идёт на запад к Игл-Пассу, а затем на север к Дель-Рио.
- автомагистраль 85 штата Техас начинается в Карризо-Спрингсе и идёт на восток к техасскому городу Шарлотт

В городе располагается аэропорт округа Диммит. Аэропорт располагает одной взлётно-посадочной полосой длиной 1525 метров. Ближайшим аэропортом, выполняющим коммерческие рейсы, является Международный аэропорт Пьедрас-Неграс в Мексике, примерно в 120 километрах к западу. Ближайшим аэропортом, находящимся на территории США, является Международный аэропорт Ларедо. Аэропорт находится примерно в 130 километрах к югу от Карризо-Спрингса.

## Образование
Город обслуживается консолидированным независимым школьным округом Карризо-Спрингс.

## Экономика
Согласно финансовому отчёту за 2014—2015 финансовый год, Карризо-Спрингс владел активами на $21,33 млн, долговые обязательства города составляли $13,42 млн. Доходы города в 2015 году составили $7,86 млн, а расходы — $9,7 млн.

## Галерея

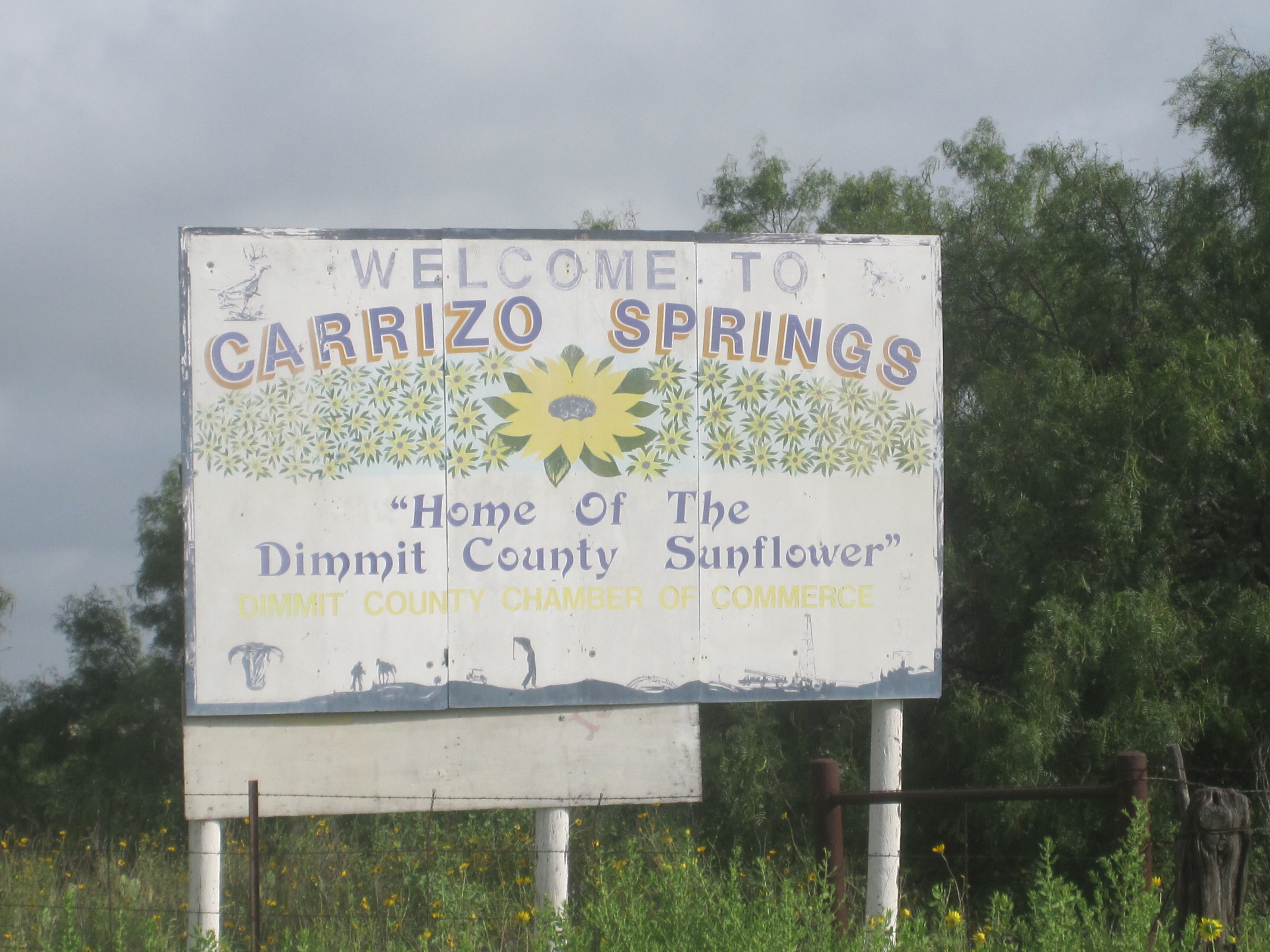
Приветственный знак Карризо-Спрингса, как и у Канзаса, указывает на выращивание в регионе подсолнухов
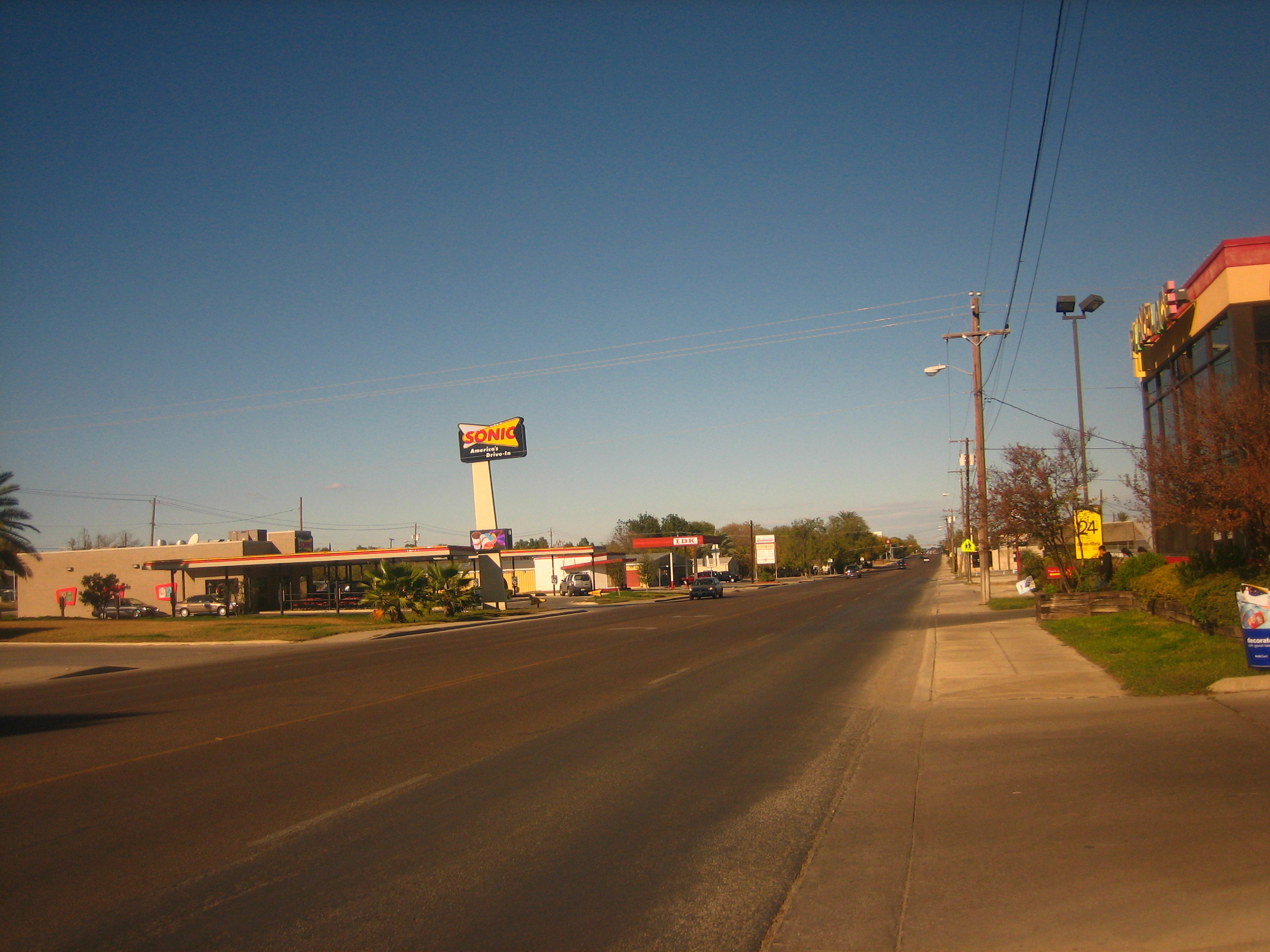
Автомагистраль 83 США в городе
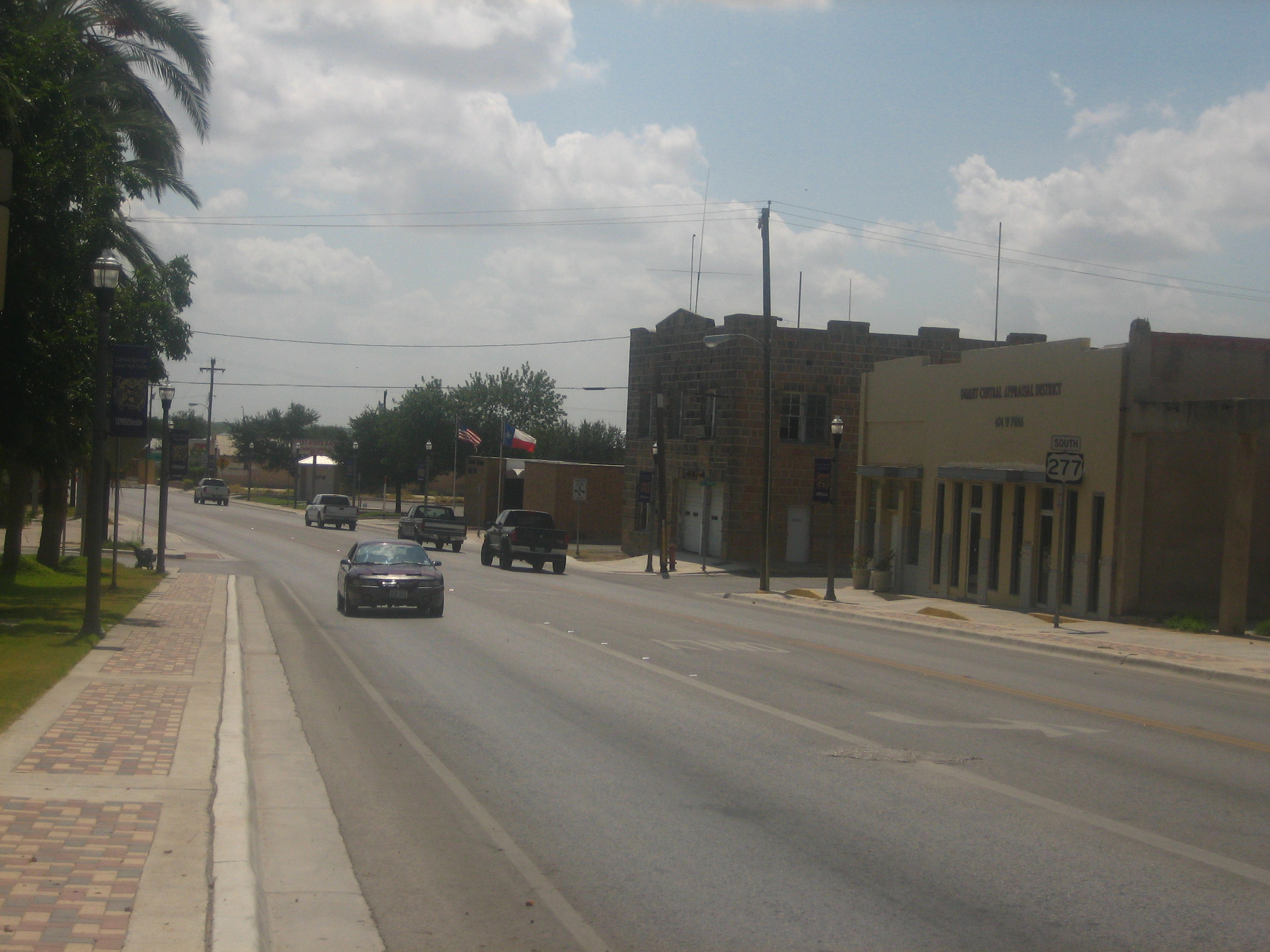
Автомагистраль 277 США
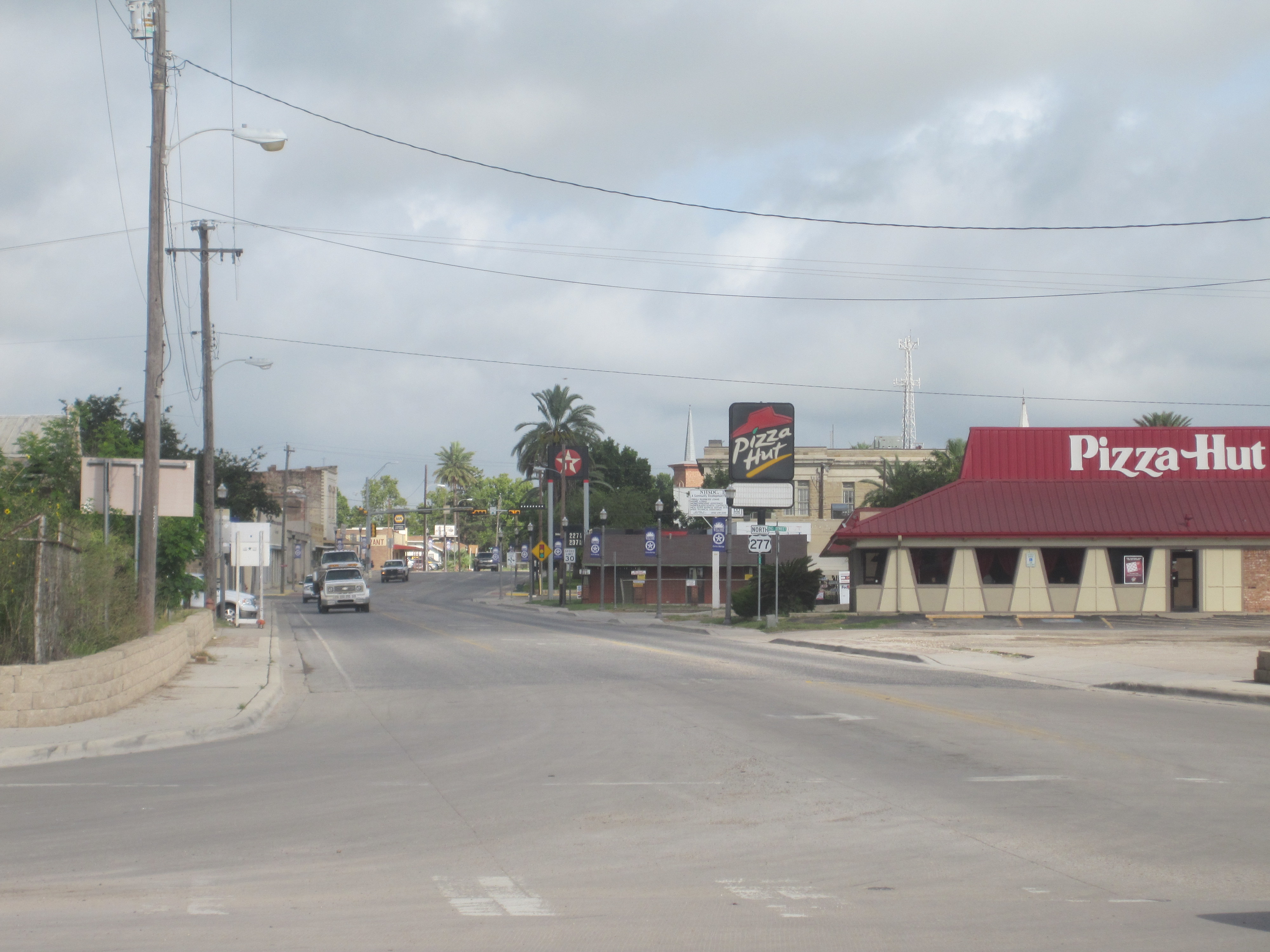
Пересечение автомагистралей США 83 и 277
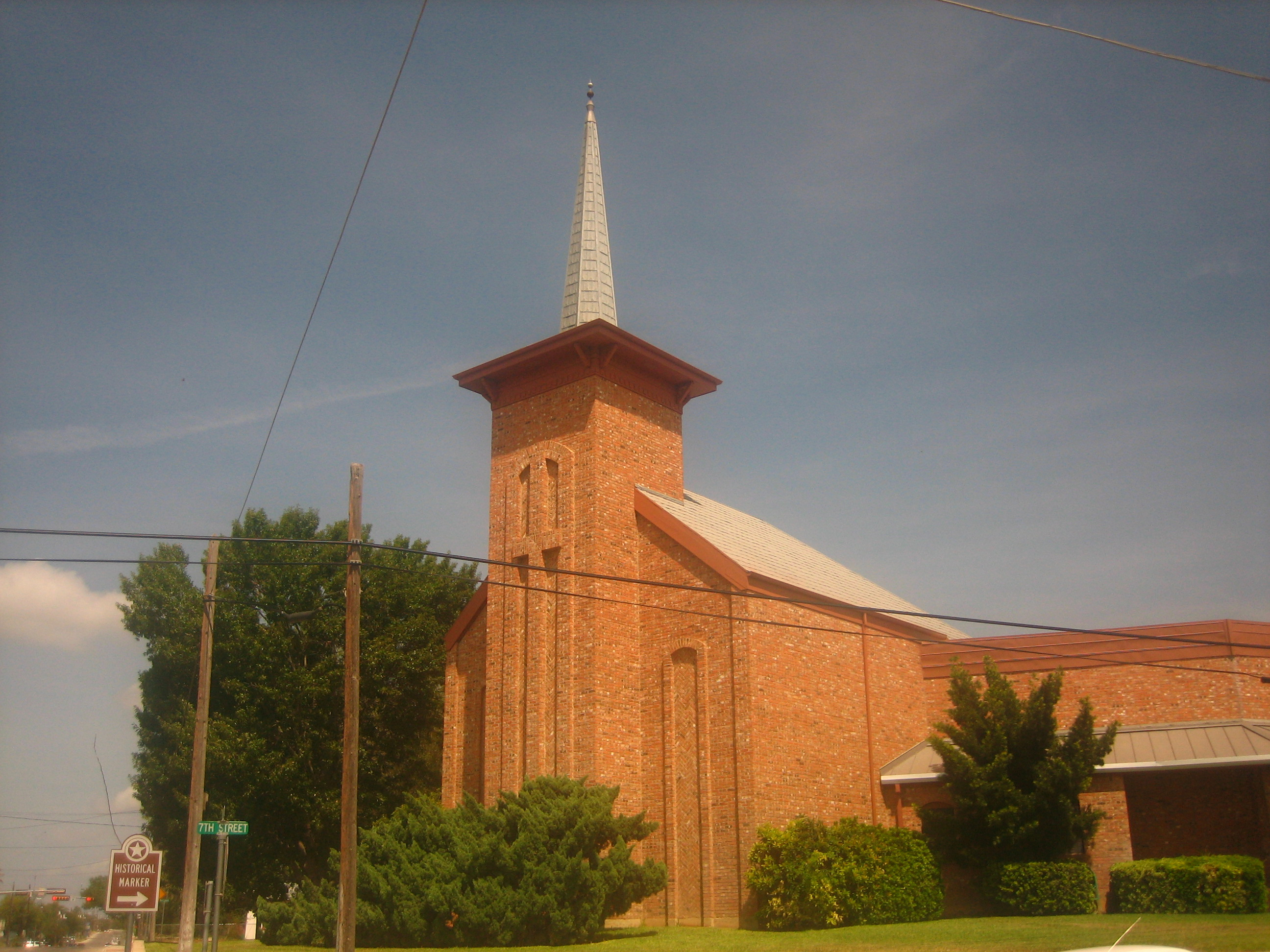
Первая баптистская церковь на главной улице Карризо-Спрингса
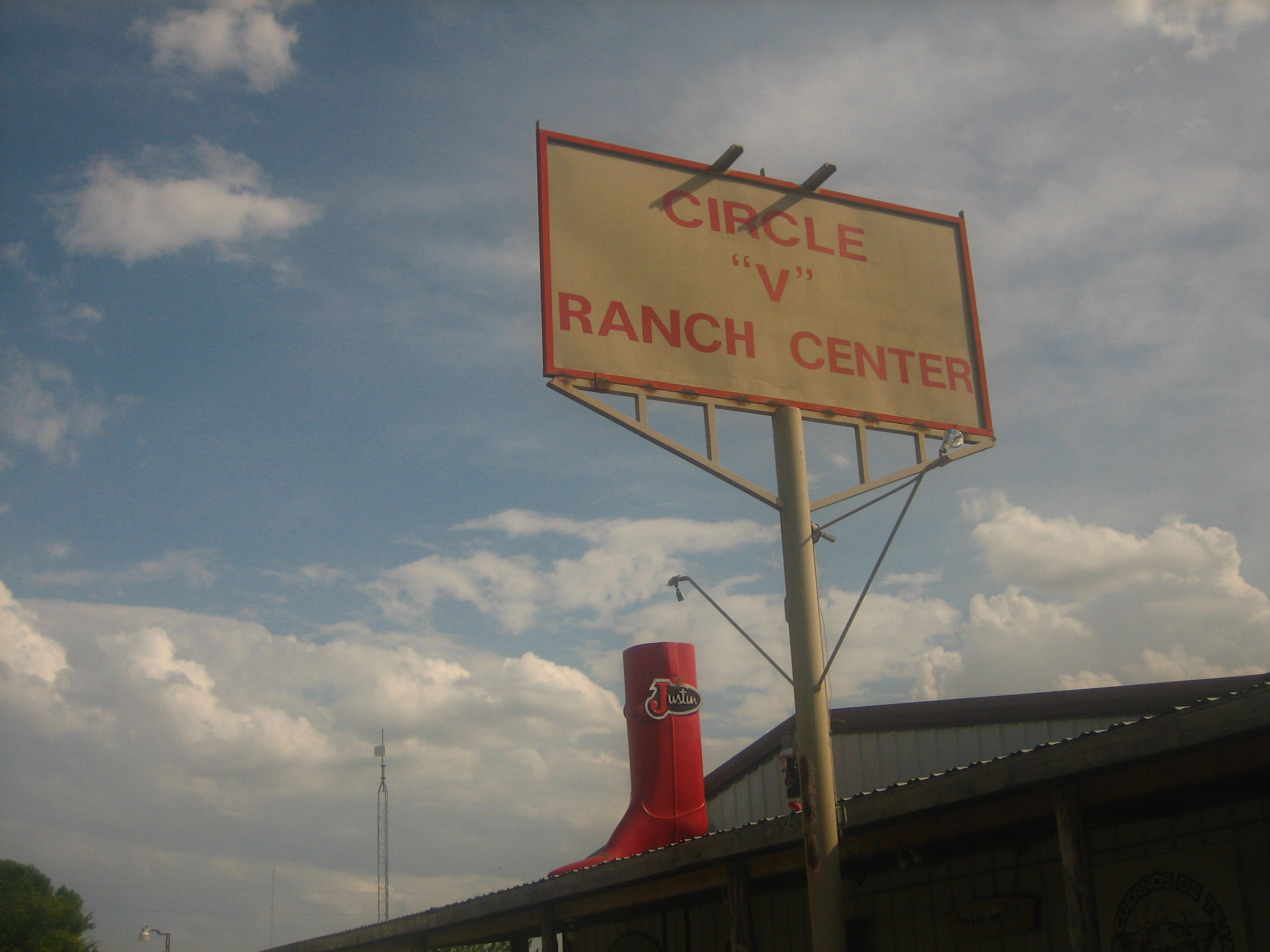
Городской центр Circle V Ranch Centerin оформленный в духе Дикого Запада
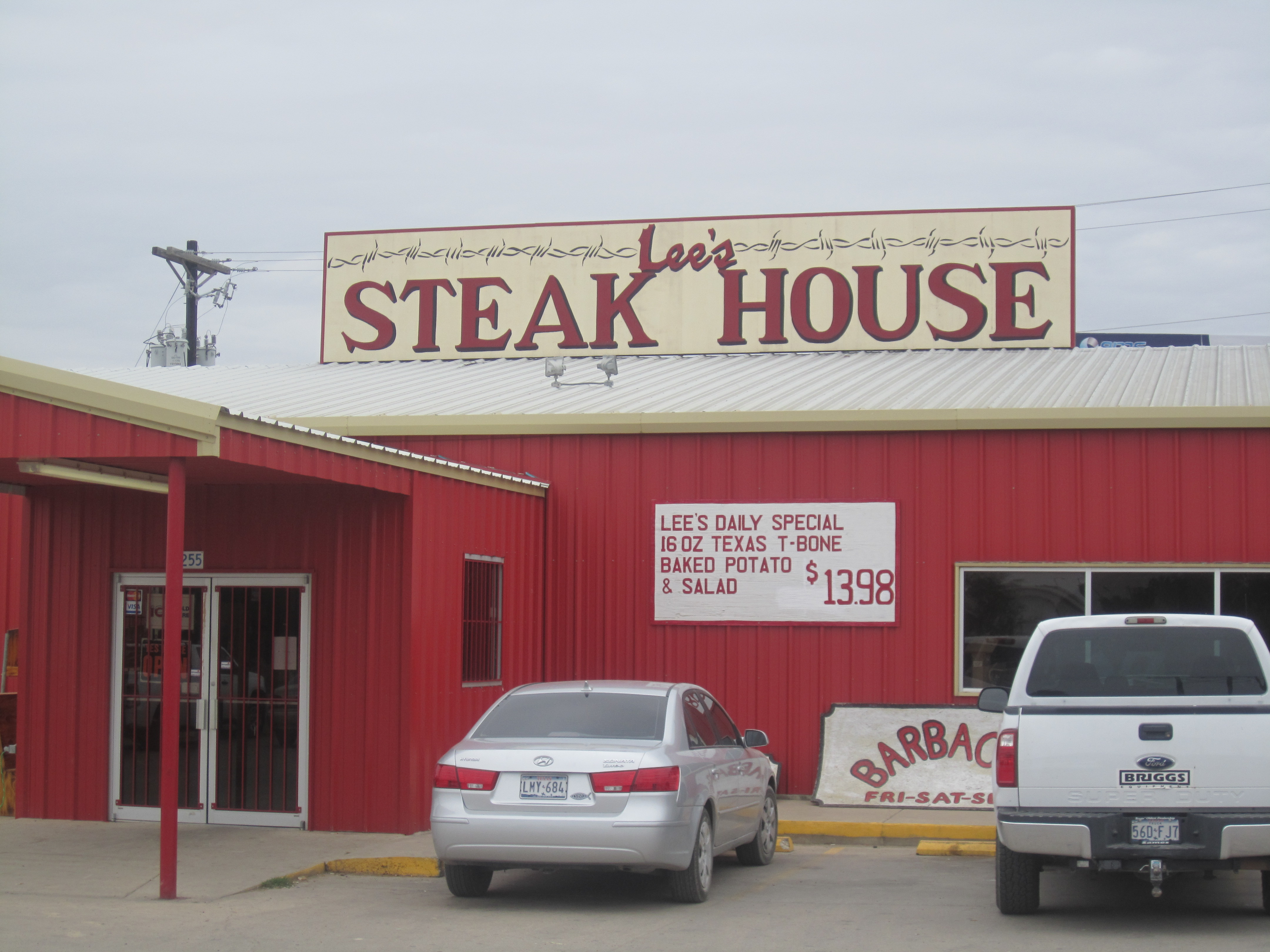
Ресторан Lee's Steak House в Карризо-Спрингс